# Barbie i podwodna tajemnica
Barbie i Podwodna Tajemnica – amerykański film animowany z 2010 roku. Jest to siedemnasty film opowiadający o lalce Barbie. W 2012 roku powstała druga część Barbie i podwodna tajemnica 2.

## Fabuła
Merliah (Barbie) jest surferką z Malibu. Pewnego dnia na zawodach włosy bohaterki robią się różowe. Zeskakuje z deski surfingowej do wody, a tam różowy delfin (Zuma) mówi jej, żeby się nie bała, ponieważ potrafi oddychać pod wodą. Dziewczyna nie wie co się z nią dzieje, więc prosi dziadka o radę. Ten wyjawia jej wielką tajemnicę - jej matka była syreną, więc ona też ma w sobie trochę syrenich genów. Merliliah nie jest w stanie w to uwierzyć, więc udaje się na rozmowę z przyjaciółkami nad brzegiem morza. Tam dziewczyny spotykają Zumę - różowego, gadającego delfina. Zuma mówi Merliah, że jej matka wciąż żyje i że była kiedyś królową Oceani (miasta syren), ale jej siostra Eris odebrała jej tron. Delfin prosi Merlliah o pomoc w odnalezieniu Calissy (mamy Merliliah) i obaleniu Eris z tronu. Nie jest to jednak takie łatwe. Kiedy Merliah i Zuma przybywają do Oceany, przyjaciółki Zumy (syreny) pomagają dziewczynie zamaskować nogi. Potem, cała gromadka udaje się do Wyroczni które mówią Merliah, że aby obalić Eris z tronu, potrzebuje trzech przedmiotów: Niebiańskiego Grzebienia, Ryby Marzeń i Magicznego naszyjnika Eris. Dziewczyny postanawiają więc odnaleźć legendarne przedmioty.

## Magiczne przedmioty
Niebiański Grzebień – grzebień należący do rodziny królewskiej Oceany. Królowe przekazują go sobie od pokoleń. Jest jednak ukryty. Legenda mówi „Grzebień jest tam, gdzie morzanie go widzą, lecz nie mogą dotknąć”. Merliliah odkrywa, że jest on w jaskini z dużą kieszenią powietrzną. Grzebienia pilnują meduzy, których trucizna zabija.
Ryba Marzeń – Ryby Marzeń żyją stadami. Najwięcej jest ich w bardzo silnym prądzie, ale odkrywa to dopiero Merliliah. Legenda głosi, że „żyją pod koniem i niedźwiedziem”. Jest to trop, ponieważ pod wodą, jest jaskinia w której głazy przypominają zwierzęta i przedmioty, a za nią, znajduje się prąd. Ryby Marzeń nie są zbyt towarzyskie, ale kiedy któraś z nich cię polubi, spełni twoje życzenie, gdy ją zawołasz. Możesz ją wezwać tylko jeden raz.
Meriliah – siła życiowa morza. Wytwarza ją królowa Oceany. Meriliah wygląda jak poskładana z kilku srebrnych nitek kula, ale może przybierać też inne kształty. Jeśli morze dostaje jej za mało, zaczyna umierać. Meriliah Calissy była bardzo silna, potrafiła uzdrowić całe morze, ale Meriliah Eris jest słaba. Nikt nie wie, że tak naprawdę to Calissa tworzy Meriliah dla Eris, ale siła odbija uczucia twórcy, więc obecna Meriliah Calissy jest za słaba. To właśnie od niej Calissa wymyśliła imię dla córki.
Naszyjnik Eris i naszyjnik Merliah – w obu tych naszyjnikach, jest ukryta Meriliah Calissy. Tylko dzięki nim wiadomo, że Calissa nadal żyje. Naszyjnik Eris jest uznawany za symbol władzy królewskiej.
Naszyjnik przemiany – to naszyjnik, który Clariss ofiarowuje Merliliah. Tylko on pozwala na to, aby Merliliah mogła prowadzić podwójne życie. Jeśli wypowie odpowiednie zaklęcie, stanie się człowiekiem, jeżeli zaś wypowie inne - zamieni się w syrenę.

## Obsada
- Merliah – Kelly Sheridan
- Zuma – Tabitha St. Germain
- Hadley – Maryke Hendrikse
- Fallon – Nakia Burrise
- Kayla – Emma Pierson
- Xylie – Ciara Janson
- Calissa – Nicole Oliver
- Eris – Kathleen Barr
- Surf Announcer – Peter Mel
- Break – Gary Chalk

## Wersja polska
Wystąpili:
- Beata Wyrąbkiewicz – Merliliah
- Anna Sztejner – Eris
- Joanna Węgrzynowska – Calissy
- Julia Kołakowska – przyjaciółka Merlilii #2
- Włodzimierz Bednarski – dziadek Merlilii
- Monika Pikuła – syrena #1